# Oldenbrok
Oldenbrok ist ein Ort in der Gemeinde Ovelgönne im niedersächsischen Landkreis Wesermarsch. Der Ort liegt südwestlich des Kernortes Ovelgönne an der B 211 und an der ehemaligen Bahnstrecke Oldenburg–Brake. 
Zu Oldenbrok gehören die Ortsteile Oldenbrok-Mittelort, Oldenbrok-Niederort, Oldenbrok-Altendorf und Oldenbrok-Bahnhof. Die Gemeinde Oldenbrok bestand bis 1974 und wurde im Rahmen der Gebietsreform aufgelöst. Seitdem ist Oldenbrok ein Teil der Gemeinde Ovelgönne.

## Geschichte

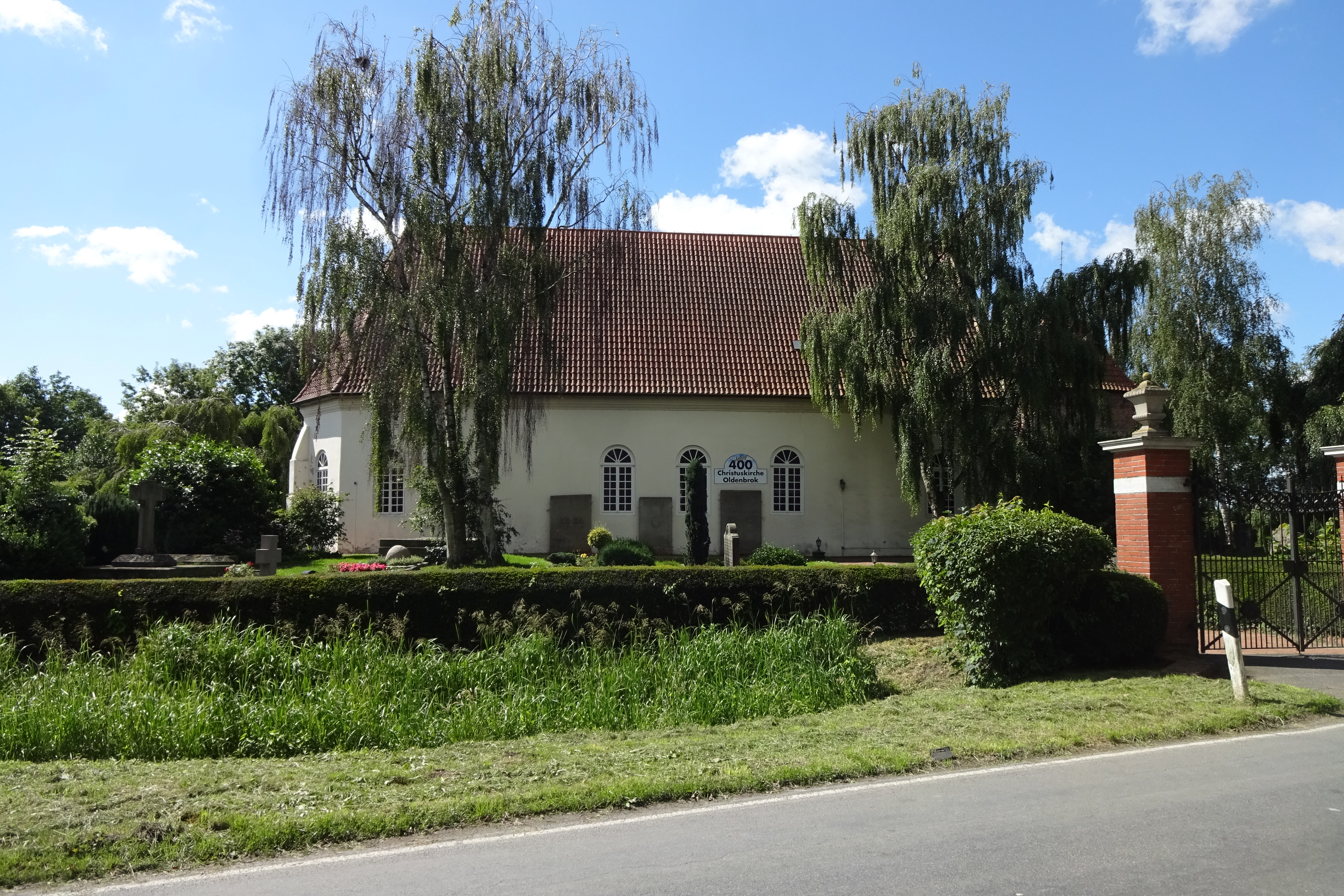
Kirche in Oldenbrock-Mittelort

Der älteste noch bestehende Bau in Oldenbrok dürfte die evangelisch-lutherische Christuskirche in Oldenbrok-Mittelort sein. Sie ist ein einschiffiger, nachträglich verputzter Backsteinbau und wurde 1619 errichtet.
Für Oldenbrok ist ein Moorausbruch aus der Nacht vom 8. zum 9. November 1764 belegt. Er führte zu schweren Schäden an den umliegenden Getreideäckern und verschüttete Entwässerungsgräben.

## Persönlichkeiten

### Söhne und Töchter des Ortes
- Heinrich Schütte (1863–1939), Lehrer und Heimatforscher, gilt als Pionier der Marschenforschung an der Nordsee
- Johannes Georg Heinrich Volkers (1878–1944), lutherischer Theologe und Landesbischof

### Mit dem Ort verbunden
- Johann Friedrich Trentepohl (* 1748; † 1806 in Oldenbrok) war ein deutscher lutherischer Geistlicher und Botaniker

## Verkehr
Mit den Stationen Ovelgönne, Strückhausen, Oldenbrok und Großenmeer war das heutige Gemeindegebiet von 1896 bis 1976 an die mittlerweile stillgelegte Bahnstrecke Oldenburg–Brake angeschlossen.
Oldenbrok liegt an der B 211.